# Nikola Gligorov
Nikola Gligorov (in macedone Никола Глигоров?; Skopje, 15 agosto 1983) è un ex calciatore macedone, di ruolo centrocampista.

## Carriera

### Club
Il 1º luglio 2014 viene acquistato a titolo definitivo dalla squadra macedone del Vardar.

### Nazionale
Ha giocato nelle nazionali giovanili macedoni Under-19 ed Under-21.
Tra il 2010 ed il 2016 ha giocato complessivamente 25 partite con la nazionale maggiore macedone, senza mai segnare.

## Palmarès

### Club

#### Competizioni nazionali
- Campionato macedone: 3

Vardar: 2014-2015, 2015-2016, 2016-2017
- Coppa di Macedonia: 1

Cementarnica 55: 2002-2003
- Supercoppa di Macedonia: 1

Vardar: 2015